# Regulator

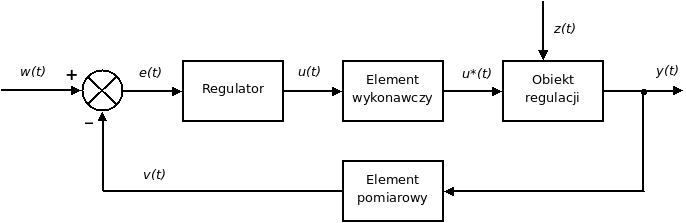
Regulator w układzie zamkniętym, ze sprzężeniem zwrotnym

Regulator (ang. controller) − element układu regulacji. Regulator na podstawie sygnałów sterujących i nastaw wewnętrznych generuje sygnały, które sterują obiektem, tak by zachowywał się w pożądany sposób.
Regulator służy do doprowadzenia obiektu do żądanego stanu (Układ regulacji stałowartościowej), podążania za zadanym stanem (Układ regulacji nadążnej) lub poprawy niekorzystnych właściwości obiektu regulowanego. Regulator może przykładowo poprawić dynamikę regulowanego obiektu (np. silnik będzie osiągał żądaną prędkość, przy tym nie przekraczając innych parametrów). Przykładem regulatora poprawiającego dynamikę obiektu (przez mitygowanie opóźnienia czasowego) jest Predyktor Smitha.
Ze względu na sposób włączenia w regulowany obwód, regulatory wprowadzają korekcję:
- szeregową – w ciągu regulowanego układu, szeregowo do elementów układu wstawiany jest regulator korygujący sygnał;
- równoległą – tworzy element połączony równolegle do części bądź całości regulowanego obiektu;

Korekcja regulatora może być objęta sprzężeniem zwrotnym.

## Wybrane rodzaje regulatorów
- regulator działania bezpośredniego
- regulator dwustawny, regulator trójstawny
- regulator PID, regulator P, regulator I, regulator D, regulator PI, regulator PD
- regulator optymalny